# Bicerin

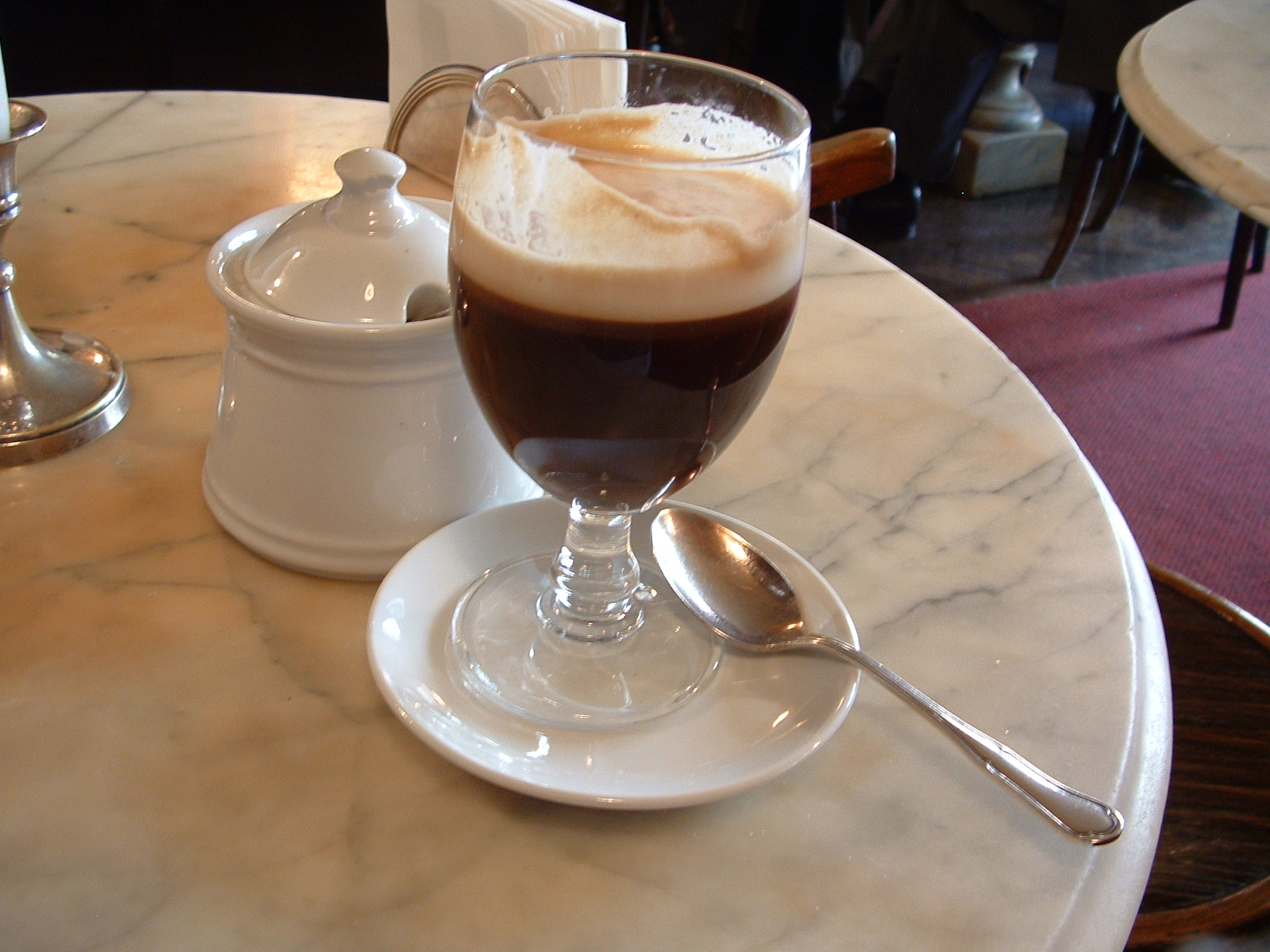
Bicerin

Bicerin – tradycyjny ciepły napój pochodzący z Turynu, składający się z kawy espresso, czekolady i śmietanki; podawany w małym okrągłym kieliszku. 
Receptura Bicerin wywodzi się z XVIII-wiecznego napoju Bavareisa,  składającego się z kawy, czekolady i śmietanki słodzonej syropem i podawanego w dużych okrągłych kieliszkach. Składniki nakładane są warstwowo – począwszy od espresso na dnie, kończąc na śmietance na wierzchu. Składniki mają pozostać niewymieszane. W 1852 r. Bicerin został doceniony przez Aleksandra Dumasa.
Caffè Al Bicerin na turyńskim Piazza della Consolata serwuje napój od XVIII w. i podobnie jak Caffè Fiorio przy Via Po jest uznawany za jedno z miejsc powstania przepisu na Bicerin.
W 2001 r. Bicerin został uznany za produkt tradycyjny regionu Piemont.